# Žažvić
Žažvić falu Horvátországban Šibenik-Knin megyében. Közigazgatásilag Skradinhoz tartozik.

## Fekvése
Šibenik központjától légvonalban 22, közúton 36 km-re, községközpontjától légvonalban 15, közúton 18 km-re északnyugatra, Dalmácia középső részén, a Ravni kotar keleti szélén, az 56-os számú főút mentén fekszik.

## Története
A falu feletti Žažvička kosának nevezett dombtetőn már a történelem előtti időben is vár állt, melynek jelentőségét az adta, hogy itt a Planičnik-szoroson haladt át az a fontos kereskedelmi út, amely Knint a tengerparti Zára városával és a szintén tengerparti Pirovaccal összekötötte. A várat valószínűleg később a rómaiak is megerősítették. 1896-ban itt kezdett ásatásokba a horvát régészet atyjának is nevezett Lujo Marun, melynek során egy kora keresztény bazilika és egy késő középkori temető maradványait tárta fel. A feltárások során egy mintegy hétszáz darabból álló ezüstpénzlelet is előkerült, melyből 641 darabot a knini múzeumnak adományozott. A leletek alapján feltételezhető, hogy a település ősidők óta a török hódításig folyamatosan lakott volt. A török 1523-ban foglalta el a közeli Bribir várát. A török uralom a 17. század végén ért véget, mely után velencei uralom következett. Ezután a Boszniából  1686 és 1689 között betelepülő pravoszláv vlach lakosság többé már nem a középkori település helyére, hanem ez alá a domb lábához építkezett. A falu 1797-ben a Velencei Köztársaság megszűnésével a Habsburg Birodalom része lett. 1806-ban Napóleon csapatai foglalták el és 1813-ig francia uralom alatt állt. Napóleon bukása után ismét Habsburg uralom következett, mely az első világháború végéig tartott. A településnek 1857-ben 90, 1910-ben 199 lakosa volt. Az I. világháború után rövid ideig az Olasz Királyság, ezután a Szerb-Horvát-Szlovén Királyság, majd Jugoszlávia része lett. 1991-ben lakosságának 90 százaléka pravoszláv szerb volt. Még ez évben lakói csatlakoztak a Krajinai Szerb Köztársasághoz. 1995 augusztusában a horvát hadsereg foglalta vissza a települést. Szerb lakói elmenekültek. A településnek 2011-ben mindössze 30 lakosa volt.

## Lakosság
| Lakosság változása | Lakosság változása | Lakosság változása | Lakosság változása | Lakosság változása | Lakosság változása | Lakosság változása | Lakosság változása | Lakosság változása | Lakosság változása | Lakosság változása | Lakosság változása | Lakosság változása | Lakosság változása | Lakosság változása | Lakosság változása |
| ------------------ | ------------------ | ------------------ | ------------------ | ------------------ | ------------------ | ------------------ | ------------------ | ------------------ | ------------------ | ------------------ | ------------------ | ------------------ | ------------------ | ------------------ | ------------------ |
| 1857               | 1869               | 1880               | 1890               | 1900               | 1910               | 1921               | 1931               | 1948               | 1953               | 1961               | 1971               | 1981               | 1991               | 2001               | 2011               |
| 90                 | 0                  | 120                | 153                | 150                | 199                | 240                | 181                | 210                | 224                | 215                | 177                | 178                | 175                | 25                 | 30                 |

## Nevezetességei
A falu fő nevezetessége az itt feltárt ókeresztény bazilika amely eredetileg az ókor végén egyhajós épületként épült félköríves apszissal és narthex-szal. A 9. században háromhajósra bővítették úgy, hogy a belső teret négyszögletes oszlopokkal választották el. A homlokzat közepére is ekkor épült az axiális harangtorony. A feltárások során előkerültek a kora középkori oltár előépítmény (az arhitráv, a pluteum és az oszlopok) töredékei, melyek a 9. század közepéről származnak. A bazilikának ma a Lujo Marun által feltárt alapfalai láthatók.